# Steve McQueen (album)
Az 1985-ös Steve McQueen a Prefab Sprout második nagylemeze. Az Amerikai Egyesült Államokban Two Wheels Good címmel jelent meg Steve McQueen színész jogi problémái miatt. Az album 21. lett a brit albumlistán, míg a Billboard 200-on a 180. helyig jutott. Szerepel az 1001 lemez, amit hallanod kell, mielőtt meghalsz című könyvben.
A borító utalás Steve McQueen motorkerékpárok iránt érzett szenvedélyére, valamint a A nagy szökés című 1963-as filmre.

## Az album dalai
|     | Cím                                                                       | Hossz |
| --- | ------------------------------------------------------------------------- | ----- |
| 1.  | Faron Young                                                               | 3:50  |
| 2.  | Bonny                                                                     | 3:45  |
| 3.  | Appetite                                                                  | 3:56  |
| 4.  | When Love Breaks Down (a brit és amerikai kiadásokon más verzió szerepel) | 4:08  |
| 5.  | Goodbye Lucille #1                                                        | 4:31  |
| 6.  | Hallelujah                                                                | 4:20  |
| 7.  | Moving the River                                                          | 3:57  |
| 8.  | Horsin' Around                                                            | 4:39  |
| 9.  | Desire As                                                                 | 5:19  |
| 10. | Blueberry Pies                                                            | 2:24  |
| 11. | When the Angels                                                           | 4:29  |
| 12. | The Yearning Loins (csak az amerikai kiadáson)                            | 3:38  |
| 13. | He'll Have to Go (csak az amerikai kiadáson)                              | 3:06  |
| 14. | Faron (truckin' mix; csak az amerikai kiadáson)                           | 4:45  |

## Fordítás
Ez a szócikk részben vagy egészben a Steve McQueen (album) című angol Wikipédia-szócikk ezen változatának fordításán alapul.  Az eredeti cikk szerkesztőit annak laptörténete sorolja fel. Ez a jelzés csupán a megfogalmazás eredetét és a szerzői jogokat jelzi, nem szolgál a cikkben szereplő információk forrásmegjelöléseként.